# Jacob Hanstad
Jacob Hanstad (* 2. November 2002 in Norwegen) ist ein norwegischer Fußballspieler, der als offensiver Mittelfeldspieler beim norwegischen Erstligisten Sandefjord Fotball unter Vertrag steht.

## Karriere
Jacob Hanstad begann seine fußballerische Laufbahn bei Lyn 1896 FK, wo er seit 2014 sämtliche Jugendmannschaften durchlief. Sein Profidebüt feierte er am 13. April 2019 bei der 1:2-Auswärtsniederlage gegen FK Tønsberg, als er in der 75. Spielminute für Daniel Schneider eingewechselt wurde. Nach drei weiteren Einsätzen in der Norsk Tipping-liga und sieben Einsätzen für die zweite Mannschaft wechselte Hanstad im Frühjahr 2021, nachdem er im Jahr 2020 keine Spiele aufgrund der Corona-Pandemie absolvieren konnte, zum Kjelsås IL in die dritthöchste Spielklasse.
Bei Kjelsås IL feierte er sein Debüt, direkt in der Startelf, am 19. Juni 2021 bei der 0:1-Auftaktniederlage bei Vard Haugesund. Am 14. Spieltag brachte Hanstad seine Farben mit seinem ersten Profitor in Führung, musste allerdings am Ende ein 1:1 gegen IF Fram hinnehmen. Insgesamt spielte Hanstad in zwei Saisons in der Liga 42-mal für Kjelsås und erzielte dabei fünf Tore. Hinzu kamen zwei Tore in fünf Partien im norwegischen Pokal.
Am 13. Februar 2023 veröffentlichte Lyn Oslo einen Beitrag, in dem die Rückkehr Hanstads nach Oslo bekannt gegeben wurde. Er unterschrieb einen Dreijahresvertrag. Sein Comeback für Lyn feierte er aufgrund eines Kreuzbandrisses erst am 16. September 2023 – beim Stand von 1:2 für Grorud IL wurde er in der 82. Spielminute eingewechselt. Lyn schloss die Saison auf Platz 2 und konnte sich in den Relegationsspielen sowohl gegen Tromsdalen UIL als auch gegen IL Hødd durchsetzen. Hanstad spielte in zwei der vier Spiele. Der Verein kehrte nach 13 Jahren Abstinenz in die zweite Liga zurück.
In der Saison 2024 in der OBOS-liga konnte er sich als Stammspieler etablieren und absolvierte 28 von 30 möglichen Begegnungen. Im norwegischen Pokal spielte Hanstand die einzigen beiden Partien ebenfalls über die volle Distanz. Mit sieben Toren hatte er nicht nur großen Anteil an der erfolgreichen Saison, die der Aufsteiger auf Platz 4 beendete, sondern konnte sich auch die Auszeichnung „Månedens unge spiller“ (Junger Spieler des Monats Oktober) sichern.
Anfang Januar 2025 wechselte Hanstad zum Erstliga-Klub Fredrikstad FK, der ihn mit einem Vertrag bis Ende der Saison 2027 ausstattete. Fredrikstad beschrieb Hanstad bei seiner Verpflichtung als „ambisiøs, dedikert og lærevillig“ – ehrgeizig, engagiert und lernwillig – und sieht in ihm ein langfristiges Projekt mit großem Entwicklungspotenzial.
Sein bislang einziges Länderspiel absolvierte Hanstad am 6. September 2021 beim 2:1-Auswärtssieg der norwegischen U19 über die französische U19.